# Sabirni logor Jastrebarsko
Sabirni logor Jastrebarsko bio je sabirni logor kraj Jastrebarskog, kojeg su 1942. vodili ustaše tijekom NDH u Drugom svjetskom ratu. To je bio logor za djecu, uglavnom s Kozare i ostalih dijelova NDH.
U napuštene barake talijanske vojske, u dvorac grofova Erdödy i franjevački samostan kraj Jastrebarskog, stigli su sredinom srpnja 1942. prvi transporti djece iz logora u Staroj Gradiški, a zatim su dovedena djeca s logorskih ekonomija u Jablancu i Mlaki. U selo Reka, udaljeno tri kilometra od Jastrebarskog, dovedeno je oko 2.000 djece. U oba logora bilo je 3.336 djece. Djeca su trpana u vagone i transportirana u te lokacije gdje su ošišana te su morala nositi ustaške uniforme. Spavala su u barakama i na slami, a u sustav upravljanja logorom bile su uključene i neke časne sestre.
1018 djece umrlo je u logoru, uglavnom od bolesti. Dana 26. kolovoza 1942. partizani su oslobodili otprilike 700 djece s te lokacije, čime je logor zatvoren.

## Vanjske poveznice
- Spomen područje Jasenovac - logor Jastrebarsko  Arhivirana inačica izvorne stranice od 30. rujna 2011. (Wayback Machine)
- Slike iz logora  Arhivirana inačica izvorne stranice od 27. ožujka 2012. (Wayback Machine)